# Tunisavia
Tunisavia és una companyia aèria de Tunísia dedicada al transport aeri incloent per helicòpter, aerotaxis, aeroambulàncies, fotografia aèria i serveis a les companyies de petroli. Fou creada el 27 d'abril de 1974 i té 110 empleats. La seva flota es componia de cinc avions, tres helicòpters AS365 N Dauphin i un AS365 N3 Dauphin, i eventualment un jet privat Falcon 50.
L'any 2020 la flota publicitada era de dos aeroplans De Havilland Canada DHC-6 300 i a un nombre indeterminat d'helicòpters DAUPHIN 365N, s'hi afegeixen dos DAUPHIN 365 N3.